# Jürgen Kieser
Jürgen Kieser (* 20. August 1921 in Erkner; † 20. Mai 2019 in Neu Zittau) war ein deutscher Comiczeichner, Werbegrafiker und Karikaturist. Bekannt ist er vor allem für seine DDR-Comic-Helden Fix und Fax in den Jahren 1958 bis 1987 in der Zeitschrift Atze.

## Leben
Kieser studierte von 1938 bis 1940 an der Ingenieurhochschule Beuth in Berlin. Ab 1940 nahm er als Fluglehrer der Luftwaffe am Zweiten Weltkrieg teil. Nach der Entlassung aus der Kriegsgefangenschaft arbeitete er als Landarbeiter in Gifhorn. In Wernigerode lernte er seine spätere Frau Martha kennen. Die beiden heirateten im dortigen Rathaus. Von 1949 bis 1952 arbeitete Kieser als Dekorationszeichner und Dekorateur in der Filiale der Handelskette HO in der Wollankstraße in Berlin-Pankow und wurde bald darauf Atelierleiter in der HO-Zentrale in der Köpenicker Straße. Gemeinsam mit seinem Kollegen Hans Betcke bewarb er sich 1952 als freischaffender Pressezeichner beim neu gegründeten Verlag Junge Welt. Mit dem Arbeitswechsel stieg auch sein Verdienst von monatlich 400 auf 600 Mark.
Erste Bildgeschichten entstanden für die Pionierzeitung Die Trommel. Er nutzte von nun an sein Kürzel „Jük“, bis er es gegen Mitte der 80er Jahre in „Kieser“ änderte. Die ersten Ausgaben der Kinderzeitschrift Fröhlich sein und Singen (später FRÖSI) gestaltete er mit seinem Kollegen Karl Fischer, der einen realistischen Zeichenstil pflegte, größtenteils allein. Später wurde FRÖSI mit acht festen Mitarbeitern eine der am kostenintensivsten hergestellten DDR-Kinderzeitschriften. Neben anderen Figuren entwickelte Kieser auch den Reporter-Raben Droll, der als FRÖSI-Redaktionsmaskottchen eingesetzt werden sollte, jedoch nicht konsequent genug genutzt wurde. Zudem zeichnete und textete er Bildgeschichten für die Wochenpost und andere Zeitschriften.
Für das Comic-Magazin Atze schuf Kieser 1955 die Figur des Berliner Jungen Atze. Nach verschiedenen Bildgeschichten erschienen zwischen 1958 und 1987 350 Folgen der Mäuseabenteuer von Fix und Fax, die als die langlebigsten Comic-Helden der DDR gelten. Die gewünschte „Vermittlung naturwissenschaftlicher, touristischer und anderer Kenntnisse“ und die „Anerziehung solcher Eigenschaften wie Hilfsbereitschaft, Unterstützung Schwächerer“ entsprachen auch Kiesers Vorstellungen, sodass er frei von inhaltlichen Auflagen arbeiten durfte. Die Mäuse wurden außerhalb der Zeitschrift Atze auch für die Gesundheits- und Verkehrserziehung und für die Brandschutzaufklärung eingesetzt. So entstand zum Beispiel 1969 im Auftrag des Deutschen Hygiene-Museums der DEFA-Puppentrickfilm Dem Täter auf der Spur zur Impfaufklärung. 1999 wurde auf der Grundlage der Mäuseabenteuer 50 bis 56 von 1962 der Pilot-Trickfilm Abenteuer mit Fix und Fax – Das fliegende Geschenk produziert. Die dazu ursprünglich geplante Serie konnte aufgrund fehlender Mittel nicht hergestellt werden.
Kieser lebte in Neu Zittau. Er war ab 1952 Mitglied des Verbands Bildender Künstler der DDR und u. a. 1977/1978, 1982/1983 und 1987/1988 an der VII. bis X. Kunstausstellung der DDR in Dresden beteiligt. Zwischen 1978 und 1990 gehörte er neben Gerhard Vontra, Manfred Bofinger, Heinz Jankofsky u. a. zu den regelmäßigen Mitarbeitern der Humorseite der Neuen Berliner Illustrierten. Mitte der 1970er Jahre prägte er mit einigen Kollegen den Begriff „Plastikatur“, womit plastisch dargestellte Karikaturen bezeichnet wurden. So baute Kieser zum Beispiel eine elektrische Sanduhr, die ununterbrochen Sand über ein Förderband transportierte oder die „Partnerflasche“, eine zweifach abschließbare Wodkaflasche für misstrauische Trinkkumpane. Er war mit seinen Arbeiten auf den Ausstellungen Satiricon und Karigrafie vertreten. Das Greizer Karikatur-Museum Satiricum erwarb Kiesers Exquisit-Schwäne für seine Sammlung. Weitere Arbeiten Kiesers befinden sich u. a. in der Kinder- und Jugendbuchabteilung der Staatsbibliothek zu Berlin.

## Bildgeschichten
- Mausefips, erschienen 1953 in der ersten Ausgabe der FRÖSI
- Bulli prüfte mich, eine Erzählung von Heinz Fiedler, erschienen in Die Schulpost Nr. 2 / 1954
- Quambo macht eine Reise, erschienen in Atze Heft 3 / 1955
- Hasenkinder Nuck und Nick, erschienen in Atze Heft 4 / 1955
- Füchslein Gernegroß, erschienen in Atze Heft 5 / 1955
- Wie der Maulwurf vor dem Schaden klug wurde, erschienen in Atze Heft 6 / 1955
- Bimbos Heldentat, erschienen in Atze Heft 10 / 1955, Bimbos Abenteuer in Atze Heft 10 / 1959
- Das überhebliche Häslein, erschienen in FRÖSI Heft 3 / 1956
- Nimmerklug, der Zauberer, erschienen in FRÖSI Heft 5 / 1960, nach Nimmerklug in Sonnenstadt von Nikolai Nossow
- Im Tierpark, in Zusammenarbeit mit Willy Moese erschienen in FRÖSI Heft 9 / 1974

## Bildgeschichtenserien
- Balduins Abenteuer, erschienen 1954 bis 1956 in Unser Robinson. Kleines Blatt für junge Bücherfreunde, einer Werbezeitschrift für die Neuerscheinungen des Kinderbuchverlages
- Meisterdetektiv Ulrich, erschienen in den Heften 9–12 / 1954 in Die Schulpost
- Jürgen Naseweis, erschienen in 9 Folgen mit Texten von Heinrich Gage 1954 in der Wochenpost
- Mausefips, erschienen 1955 in Atze
- Mops und Ede, erschienen von 1955 bis 1956 in Die Schulpost
- Atze, erschienen ab 1955 bis 1963 von Jürgen Kieser in Atze, später von Hans Betcke und Irmtraut Wittig gezeichnet
- Lobos lustige Streiche, erschienen in 12 Folgen mit Texten von Heinrich Gage 1955 in der Wochenpost
- Klaus und Inges Reise, erschienen 1956 in der Jungen Welt
- Geschichten um Olaf, erschienen in FRÖSI
- Kater Riko, erschienen 1957 in Atze
- Fix und Fax, erschienen von 1958 bis 1987 in Atze, von 1987 bis 1990 wurden sie von Eugen Gliege (Zeichnungen) und Hartmut Seefeld (Verse) fortgeführt
- Die geheimnisvolle Truhe, erschienen 1958 in der Wochenpost
- Auh Backe, Macke, erschienen 1960 in der Wochenpost
- Macke im Tierpark, erschienen 1961 in der Wochenpost
- Trix und Droll, erschienen in Zusammenarbeit mit Willy Moese in FRÖSI 1973 bis 1975

## Ehrungen
- 1983: Prämie des Amtes für industrielle Formgestaltung für die Plastikatur „Gabelvariationen“, ein Gabel-Set, mit formenreich gestalteten und damit unbrauchbaren Zinken[5][9]
- 1984: Satirepreis „Eddi“[10]
- Kurz vor dem anstehenden 98. Geburtstag, den Jürgen Kieser nicht mehr erlebte, richtete der Mosaik- und Comicclub Neubrandenburg eine Ausstellung zu seinen Ehren aus, an der sich 45 Zeichner beteiligten, darunter Horst Alisch, Ulrich Forchner, Ulf S. Graupner, Barbara Henniger, Jan Suski, Dirk Seliger, Hagen Flemming, Phil Hubbe, Heidi Jäger, Steffen Jähde, Wolfgang Schubert und Bernd Zeller.[11][12]